# Orgue de tribune de l'église Saint-Sauveur de La Rochelle
La présence d'un orgue est attestée depuis 1538 à l'église Saint-Sauveur de La Rochelle.
Le buffet encore visible aujourd'hui est celui de l'orgue construit vers 1780 par un élève de François-Henri Clicquot, peut-être Pierre-Simon Miocque qui construit entre 1780 et 1786 l'instrument de la cathédrale Saint-Pierre d'Angoulême. En 1904, Louis Debierre vide le buffet de tous ses éléments anciens et y installe un orgue du Flamand Van Bever provenant de la chapelle (ancienne église des Augustins) de l'institution Sainte-Eustelle des sœurs de Chavagnes à La Rochelle.
La tribune fut aménagée au XVIIIe siècle, elle occupe la première travée de l'édifice. Elle comporte une cloison de brique supportant une gypserie. La cloison nécessita, dès 1888, des réparations. Cette structure présente de graves faiblesses notamment sa très grande hauteur, près de 13 mètres, associée à une décoration volumineuse. Pendant la fermeture de l'église, une infiltration d'eau et un passage d'air entraînèrent sa dégradation rapide. La cloison a été consolidée avant d'être reprise à partir de 2005.
En 2014 et 2015, la Manufacture d'Orgues Muhleisen d'Eschau (Alsace) a procédé à la reconstruction de l'orgue. Réutilisant 35 % de la tuyauterie ancienne, les artisans alsaciens ont construit sous la conduite de Patrick Armand un orgue neuf mécaniques dans le buffet historique restitué dans sa configuration d'origine. L'instrument comporte 40 jeux répartis sur trois claviers (dont un Récit expressif). Le tirage des jeux est électropneumatique (vérins miniatures) et les accouplements du 3e clavier font également appel à cette technologie innovante. Un combinateur Eltec avec écran tactile complète les possibilités musicales. La couche picturale a été restaurée par Lucie Roques. L'harmonisation a été assurée par Philippe Zussy. L'orgue a été inauguré le 13 novembre 2015 par Olivier Latry et le 15 novembre 2015 par Marie-Ange Leurent et Éric Lebrun.

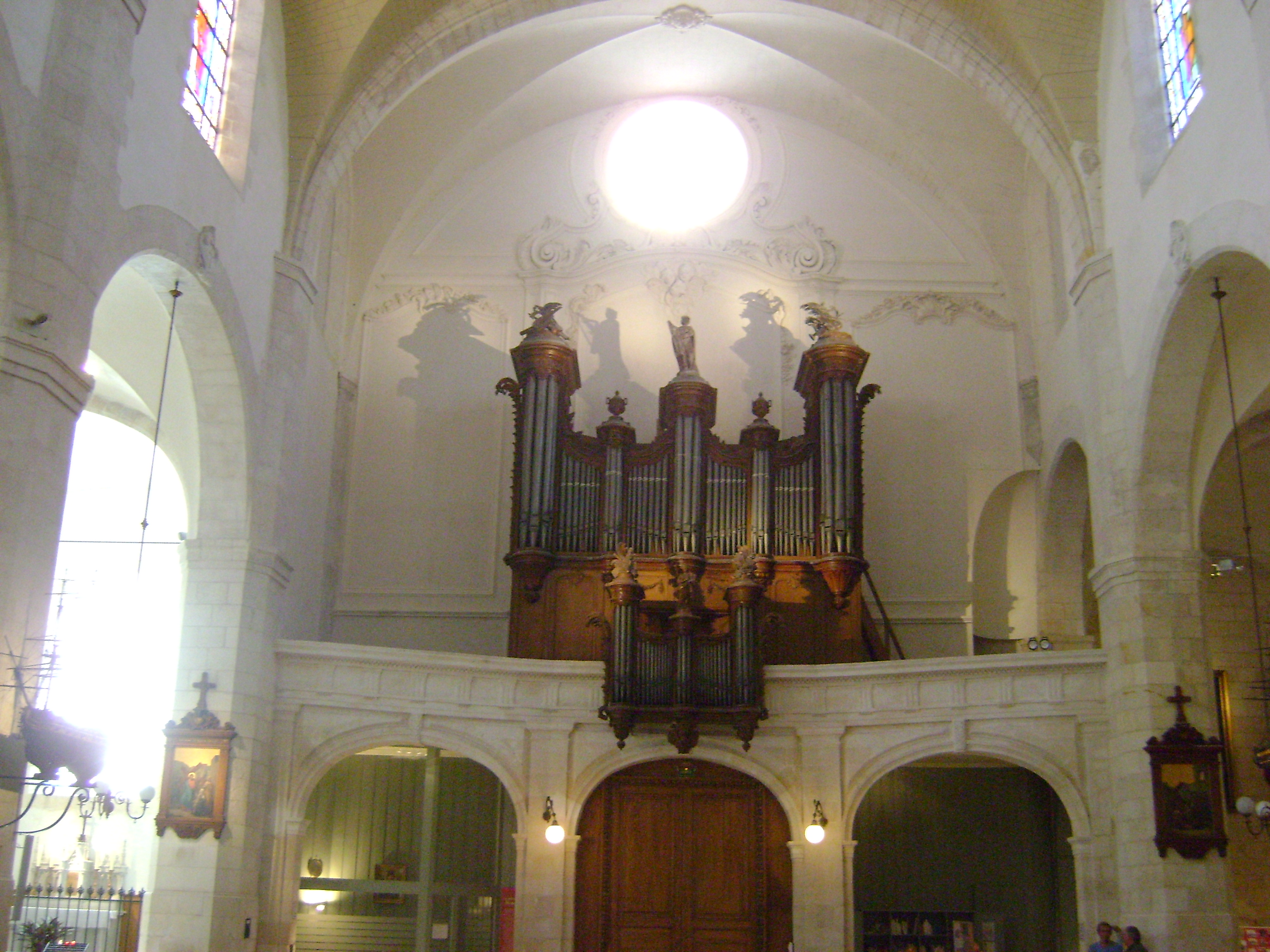
Vue générale de la tribune de l'orgue.